# Zbiór brzegowy
Zbiór brzegowy – podzbiór przestrzeni topologicznej, który nie zawiera żadnego niepustego zbioru otwartego.
Zbiór brzegowy nie musi być równy swojemu brzegowi. Zbiór liczb wymiernych na prostej rzeczywistej jest brzegowy {\displaystyle {\text{int}}\;\mathbb {Q} =\emptyset }, ale jego brzegiem jest zbiór liczb rzeczywistych {\displaystyle {\text{bd}}\;\mathbb {Q} ={\text{cl}}\;\mathbb {Q} \setminus {\text{int}}\;\mathbb {Q} =\mathbb {R} }.

## Własności
Następujące warunki są równoważne:
(i)  A jest brzegowy,
(ii)  A ma puste wnętrze,
(iii) dopełnienie zbioru A jest zbiorem gęstym.

## Przykłady
Następujące zbiory są brzegowe w odpowiednich przestrzeniach topologicznych:
- punkt na płaszczyźnie euklidesowej,
- wykres dowolnej funkcji na płaszczyźnie euklidesowej,
- zbiór liczb wymiernych na prostej rzeczywistej,
- zbiór liczb niewymiernych na prostej rzeczywistej.